# Smyra parvula
Smyra parvula là một loài bướm đêm trong họ Erebidae.